# Lufenuron
Il lufenuron è un derivato benzolico dell'urea.

## Indicazioni
Viene utilizzato per la preparazione di medicinali ad uso veterinario contro le pulci.
Il Lufenuron è anche usato per combattere le infezioni fungine, poiché le pareti cellulari dei funghi sono costituite circa per un terzo dalla chitina.
Viene anche venduto come pesticida agricolo per l'uso contro i lepidotteri, gli acari dell'eriophyid e i tripidi occidentali dei fiori. È un efficace antifungino nelle piante.

## Meccanismo d'azione
Agisce interferendo con la produzione della chitina e quindi nello sviluppo delle larve di pulce. Senza chitina, una pulce larvale non può sviluppare un esoscheletro. Si deposita nel grasso degli animali e passa alla pulce durante il morso.